# Chrysotoxum flavifrons
Chrysotoxum flavifrons är en tvåvingeart som beskrevs av Macquart 1842. Chrysotoxum flavifrons ingår i släktet getingblomflugor, och familjen blomflugor.
Artens utbredningsområde är Newfoundland. Inga underarter finns listade i Catalogue of Life.